# Paweł Rusek
Paweł Rusek (ur. 21 stycznia 1983 r. w Rybniku) – polski trener i siatkarz, grający na pozycji libero. Po ukończeniu sezonu 2019/2020 w Jastrzębskim Węglu postanowił zakończyć karierę siatkarską. W sezonie 2020/2021 był asystentem trenera w Cuprum Lubin, a od sezonu 2021/2022 został pierwszym trenerem zespołu.
Studiował w Państwowej Wyższej Szkole Zawodowej w Raciborzu.

## Siatkówka plażowa
Mistrzostwa Czech kadetów w siatkówce plażowej:
- 1999

Mistrzostwa Polski kadetów w siatkówce plażowej:
- 1999

Mistrzostwa Polski juniorów w siatkówce plażowej:
- 2002
- 2001

## Sukcesy klubowe
Mistrzostwa Polski juniorów:
- 2002

PlusLiga:
- 2006, 2007, 2010
- 2009, 2019

Puchar Challenge:
- 2009

Puchar Polski:
- 2010

Klubowe Mistrzostwa Świata:
- 2011

## Nagrody indywidualne
- 1999: MVP Mistrzostw Polski w siatkówce plażowej kadetów
- 2002: MVP Mistrzostw Polski w siatkówce plażowej juniorów
- 2009: Najlepszy przyjmujący w turnieju finałowym Pucharu Challenge
- 2010: Najlepszy broniący Pucharu Polski